# 特母哥
特母哥，辽朝末年将领，契丹人。
天祚帝保大年间，担任硬寨太保。保大三年（1123年）四月，特母哥与诸皇子、皇妃在青冢寨（今内蒙古呼和浩特市西南）被女真军包围。他奋力突击，救出天祚帝次子耶律雅里，赴云内州（今内蒙古托克托县南）面见天祚帝。当时他拥有扈从千余人，被天祚帝要多，天祚帝怕他生变，想要杀他，责备他不能尽救诸皇子，等到讯问耶律雅里后作罢。不久，天祚帝想要投奔西夏，特母哥不从，与军将耶律敌烈乘夜将耶律雅里劫走，投奔西北诸部，五月，在沙岭拥立耶律雅里称帝，建元神曆，自任副枢密使。十月，耶律雅里去世，又拥立辽兴宗弟耶律吴哥四世孙耶律术烈即位，十一月，耶律术烈为乱军所杀，政权瓦解。保大四年（1124年）正月，归降金国。后事不详。